# El gran marciano
El gran marciano es una película española del director y guionista Antonio Hernández grabada entre los días 6 y 9 de septiembre de 2000 y estrenada en los cines españoles el 16 de febrero de 2001. La película en sí es una broma de cámara oculta que se les gastó a los 14 concursantes de la exitosa primera edición de Gran Hermano. Cuatro de ellos (Silvia, Ismael, Israel e Iván) fueron ganchos de la broma desde el principio de la película. Más tarde Nacho Rodríguez descubriría la inocentada y sería avisado por sus compañeros para que continuase con el paripé. Después al descubrir la nave extraterrestre en el bosque se les revela el secreto a Mónica Ruíz, Marina Díez y Ania Iglesias al ver que entran en un ataque de pánico y nervios. Y finalmente, los cinco grandes inocentes que se creen la broma de principio a final son: María José Galera, Vanessa Pascual, Mabel Garrido, Koldo Sagastizabal y un protagonista absoluto de la cinta, Jorge Berrocal.

## Argumento
Los catorce miembros de la primera edición de Gran Hermano han sido reunidos en el parque natural de Monfragüe, Extremadura, para fomentar el turismo de la zona. Sin embargo, desde que llegan al hotel empiezan a suceder fenómenos muy extraños. Durante la cena, una fuerte explosión rompe la tranquilidad del grupo y la sorpresa de los comensales es monumental cuando al salir para ver lo que ha pasado descubren en la piscina los restos calcinados de lo que parece una nave espacial.

## Reparto
Cari Antón, Iván Armesto, Ismael Beiro, Elena Freigedo, Jorge Berrocal, Silvia Casado, Marina Díez, María José Galera, Mabel Garrido, Íñigo González, Ania Iglesias, Vanessa Pascual, Israel Pita, Nacho Rodríguez, Mónica Ruíz, Koldo Sagastizábal, Francisco Hernández, Marta Belenguer, Pepa Pedroche y Jaroslav Bielski.

## Recepción y crítica
La película no funcionó bien taquilla y recibió malas críticas, por ejemplo Antonio Hernández de Fotogramas escribió que "Si Gran Hermano engendró monstruos, El Gran Marciano se encarga de aniquilarlos sin excesiva piedad."